# Erval Grande
Erval Grande là một đô thị thuộc bang Rio Grande do Sul, Brasil. Đô thị này có diện tích 285,913 km², dân số năm 2007 là 5294 người, mật độ 18,52 người/km².